# Black Lion
Maillots
Actualités
Black Lion (en géorgien : შავი ლომი) est une franchise géorgienne de rugby à XV. Créée en 2021, elle évolue en Rugby Europe Super Cup ainsi qu'en Challenge Cup.

## Historique
La franchise est créée en 2021 pour participer à la Rugby Europe Super Cup. Elle est la propriété de la Fédération géorgienne, qui emploie les joueurs. Ont été recrutés des joueurs internationaux sans clubs ou évoluant en Championnat de Géorgie (Didi 10). Les joueurs sont mis à disposition des clubs de Didi 10 lorsqu'ils n'ont pas d'obligations avec leur franchise, dans une limite de quatre par club.

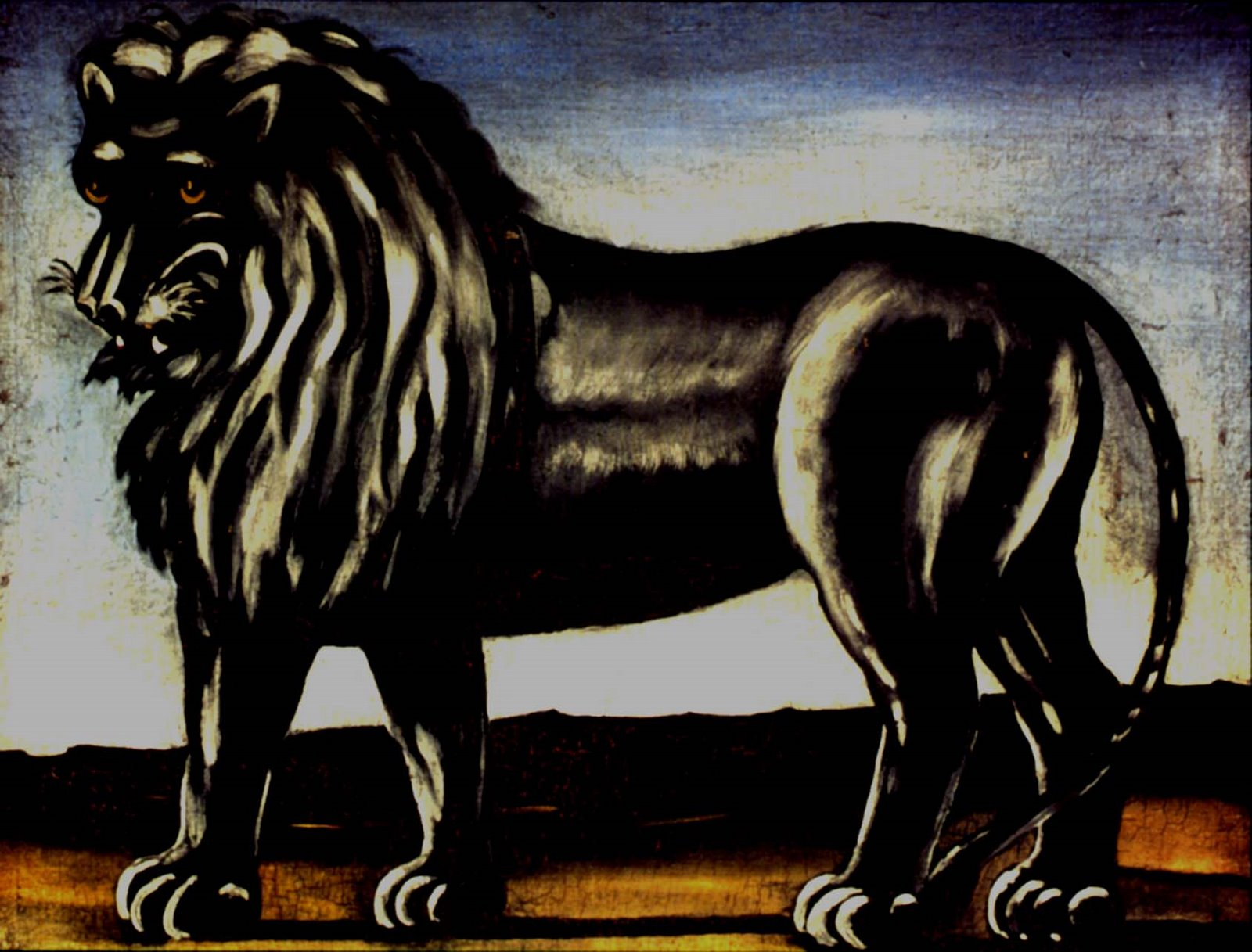
Le lion noir de Niko Pirosmani.

Le nom de la franchise a plusieurs inspirations. Les joueurs de la sélection nationale sont parfois surnommés les lions, en référence à un hymne (non-officiel) de la sélection nationale, qui dit : « la liberté est la propriété des lions ». La seconde inspiration vient de l'artiste géorgien Niko Pirosmani, dont l'une des œuvres les plus célèbres est un tableau de lion noir. Le logo du club est une réinterprétation du visage du lion.
L'équipe servant de base à la sélection nationale, c'est l'encadrement de cette dernière qui est mis en place. C'est donc Levan Maisashvili (en) qui dirige la franchise lors de la première édition de la Super Cup.
En 2023-2024, la franchise géorgienne est invitée pour la première fois en Challenge Cup. Le 9 décembre 2023, l'équipe prend part au premier match de son histoire en Challenge Cup face à Gloucester Rugby mais s'incline 15 à 10 à domicile. La semaine suivante, l'équipe remporte sa première victoire dans la compétition contre les Scarlets à l'extérieur en s'imposant 23 à 7,. Le 22 décembre, la franchise s'impose en finale de la Rugby Europe Super Cup 2023 pour la troisième fois d'affilée contre le Tel Aviv Heat (27-17).
Après sa première participation à la Challenge Cup, l'invitation de l'EPCR est cette fois reconduite pour les deux éditions suivantes, en 2024-2025 et 2025-2026.
En octobre 2024, la franchise remporte sa quatrième Rugby Europe Super Cup après avoir gagnée ses quatre matchs de poule.

## Effectif 2024-2025
Le tableau suivant récapitule l'effectif professionnel du Black Lion  pour la saison 2024-2025.
Les joueurs Giorgi Babunashvili, Gela Kheladze, Tamaz Chamiashvili, Zaur Lutidze et Otar Metreveli rejoignent l'équipe pour la tournée en Écosse.
| Nom                      | Naissance         | Nationalité sportive | Sélections (points) | Dernier club          | Arrivée au club |
| Talonneurs               | Talonneurs        | Talonneurs           | Talonneurs          | Talonneurs            | Talonneurs      |
| ------------------------ | ----------------- | -------------------- | ------------------- | --------------------- | --------------- |
| Irakli Kvatadze          | 3 août 1997       | Géorgie              |                     | RC Kharebi Rustavi    | 2023            |
| Shalva Mamukashvili      | 2 octobre 1990    | Géorgie              |                     | Leicester Tigers      | 2021            |
| Tengiz Zamtaradze        | 2 janvier 1998    | Géorgie              |                     | Lelo Saracens         | 2021            |
| Piliers                  |                   |                      |                     |                       |                 |
| Davit Abdushelishvili    | 25 février 2001   | Géorgie              | -                   | Racing 92             | 2022            |
| Giorgi Chkhartishvili    | 6 octobre 1995    | Géorgie              | -                   | RC Batoumi            | 2022            |
| Tamaz Chamiashvili       | 9 mars 2004       | Géorgie              | -                   | RC Kharebi Rustavi    | 2025            |
| Bachuki Chumbadze        | 30 novembre 2001  | Géorgie              |                     | RC Kochebi            | 2023            |
| Kahkaber Darbaidze       | 19 mai 2000       | Géorgie              | -                   | Ozurgeti              | 2024            |
| Vasil Kakovin            | 1er décembre 1989 | Géorgie              |                     | Stade français Paris  | 2024            |
| Nikoloz Khatiashvili     | 22 mai 1992       | Géorgie              |                     | Houston SaberCats     | 2021            |
| Deuxièmes lignes         |                   |                      |                     |                       |                 |
| Mikheil Babunashvili     | 31 mai 1996       | Géorgie              |                     | RC Aia                | 2021            |
| Lado Chachanidze         | 14 mai 2000       | Géorgie              |                     | USON Nevers           | 2024            |
| Demur Epremidze          | 18 octobre 1996   | Géorgie              | -                   | RC Kochebi            | 2022            |
| Guram Ganiashvili        | 30 janvier 2003   | Géorgie              |                     | FC Grenoble           | 2024            |
| Giorgi Nikoladze         | 21 septembre 2003 | Géorgie              | -                   | RC Aia                | 2024            |
| Troisièmes lignes aile   |                   |                      |                     |                       |                 |
| Mikheil Gachechiladze    | 24 décembre 1990  | Géorgie              |                     | Enisey-STM            | 2022            |
| Giorgi Kervalishvili     | 15 novembre 2002  | Géorgie              | -                   | RC Locomotive Tbilisi | 2022            |
| Sandro Mamamtavrishvili  | 17 octobre 1998   | Géorgie              |                     | Lokomotiv Penza       | 2024            |
| Giorgi Sinauridze        | 15 juin 2001      | Géorgie              | -                   | RC Aia                | 2024            |
| Giorgi Tsutskiridze      | 26 novembre 1996  | Géorgie              |                     | Stade français Paris  | 2024            |
| Troisièmes lignes centre |                   |                      |                     |                       |                 |
| Luka Ivanishvili         | 25 octobre 2001   | Géorgie              |                     | RC Jiki Gori          | 2021            |
| Demis de mêlée           |                   |                      |                     |                       |                 |
| Nodar Dolidze            | (23 ans)          | Géorgie              | -                   | RC Aia                | 2024            |
| Davit Khuroshvili        | 2 novembre 2003   | Géorgie              |                     | ASM Clermont          | 2024            |
| Tengiz Peranidze         | 6 avril 1998      | Géorgie              |                     | Lelo Saracens         | 2021            |
| Demis d'ouverture        |                   |                      |                     |                       |                 |
| Giorgi Babunashvili      | 15 novembre 1995  | Géorgie              |                     | RC Aia                | 2025            |
| Luka Matkava             | 10 janvier 2001   | Géorgie              |                     | RC Armazi             | 2022            |
| Gela Kheladze            | 24 août 2004      | Géorgie              | -                   | Lelo Saracens         | 2025            |
| Centres                  |                   |                      |                     |                       |                 |
| Tornike Kakhoidze        | 16 août 2003      | Géorgie              |                     | Lelo Saracens         | 2022            |
| Zaur Lutidze             | 27 janvier 2001   | Géorgie              | -                   | Khvamli               | 2025            |
| Ioane Metreveli          | 25 avril 2002     | Géorgie              | -                   | Lelo Saracens         | 2024            |
| Demur Tapladze           | 18 mars 2000      | Géorgie              |                     | Lelo Saracens         | 2021            |
| Ailiers                  |                   |                      |                     |                       |                 |
| Shalva Aptsiauri         | 28 février 2003   | Géorgie              |                     | Lelo Saracens         | 2024            |
| Amiran Shvangiradze      | 22 août 1997      | Géorgie              | -                   | RC Aia                | 2024            |
| Akaki Tabutsadze         | 19 août 1997      | Géorgie              |                     | Lelo Saracens         | 2021            |
| Alexander Todua          | 2 novembre 1987   | Géorgie              |                     | RC Batoumi            | 2021            |
| Arrières                 |                   |                      |                     |                       |                 |
| Otar Metreveli           | 12 septembre 2004 | Géorgie              | -                   | RC Aia                | 2025            |
| Luka Tsirekidze          | 25 août 2004      | Géorgie              |                     | Lelo Saracens         | 2023            |

## Palmarès
- Vainqueur de la Rugby Europe Super Cup en 2021-2022[12], 2022, 2023 et 2024.